# Лим Чхан У
Лим Чхан У (кор. 임창우; общепринятая латинская транскрипция — Rim Changwoo; 13 февраля 1992, Чеджу) — южнокорейский футболист, защитник клуба «Ульсан Хёндэ» и национальную сборную Республики Кореи.

## Биография
Лим Чхан У начал свою профессиональную карьеру в корейском клубе «Ульсан Хёндэ», в 2014 году играл за ФК «Тэджон Ситизен» на правах аренды. В финале Азиатских игр 2014 года в Инчхоне он забил гол, приведший в итоге сборную Республики Кореи к победе.